# Wilhelm Steinhausen

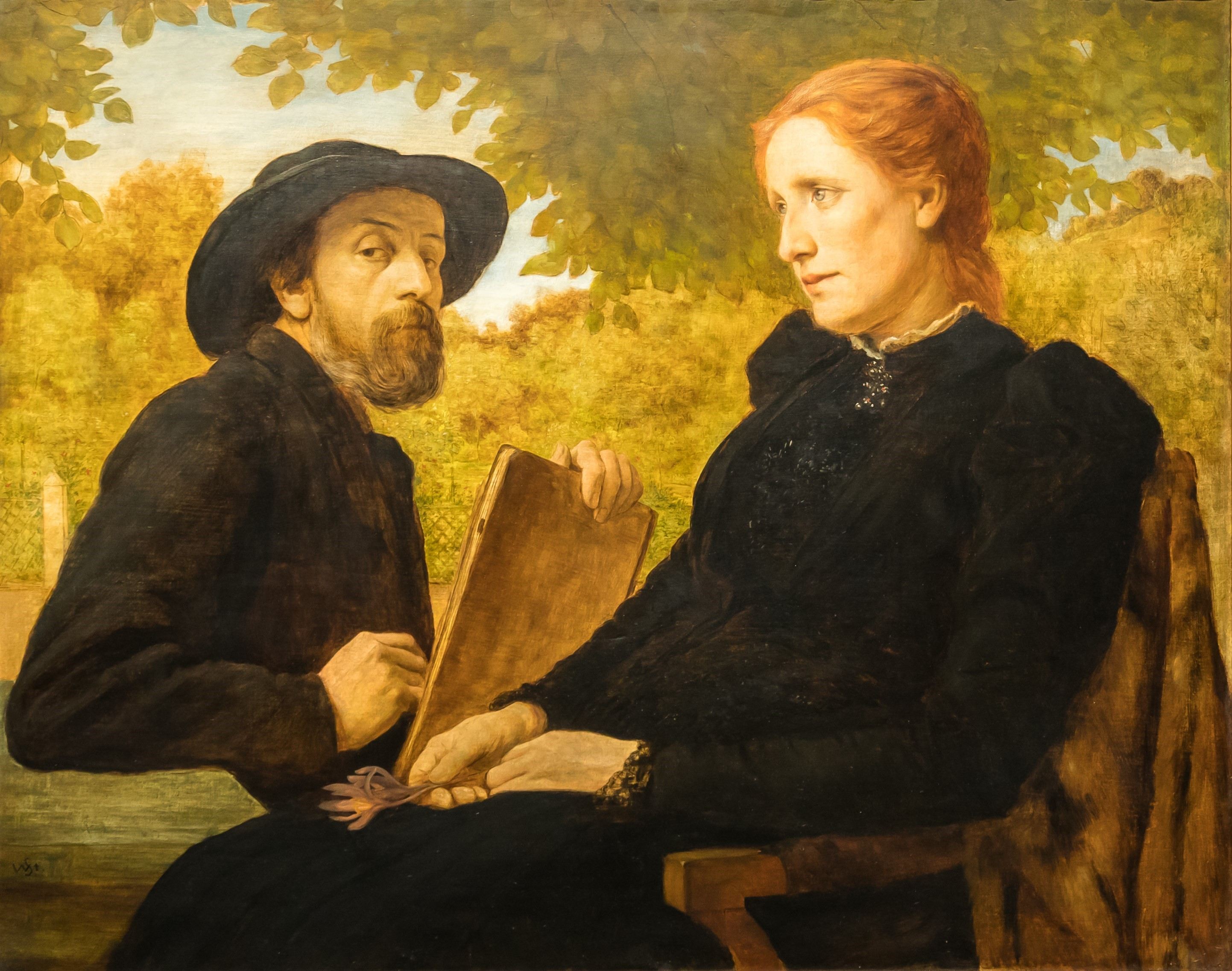
Selbstbildnis des Malers mit seiner Frau (1892/1893)

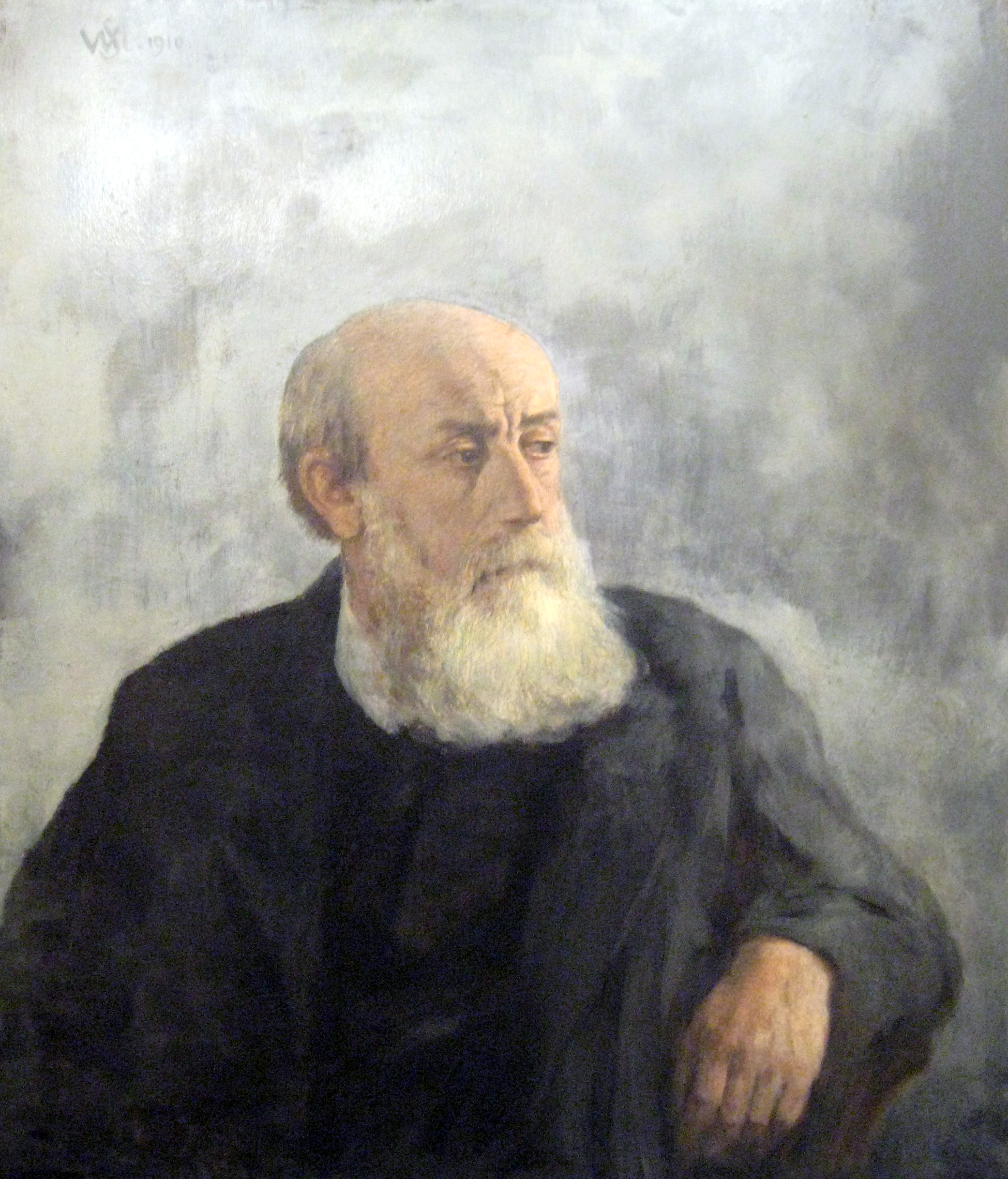
Wilhelm Steinhausen (Selbstbildnis 1910)

Wilhelm August Theodor Steinhausen (* 2. Februar 1846 in Sorau, Königreich Preußen; † 5. Januar 1924 in Frankfurt am Main) war ein deutscher Maler und Lithograf.

## Leben und Werk

### Kindheit und Jugend in Sorau und Berlin
Steinhausen war der jüngste Sohn des Sorauer Augen- und Garnisonsarztes August Friedrich Wilhelm Steinhausen und dessen Ehefrau Henriette Auguste, geb. Naphtali, die bei der Heirat als geborene Jüdin zum Protestantismus konvertierte. Schon früh zeigte sich das Talent Steinhausens.
Nach Beendigung seiner Schulzeit begann Steinhausen an der Kunstakademie in Berlin Kunst zu studieren. Dort wurde er zusammen mit Hans Meyer Schüler von Eduard Daege, Eduard Holbein und Julius Schrader. Eigentlich wollte Steinhausen die Landschaftsmalerei als Studienschwerpunkt; da aber aktuell nur Figurenmalerei angeboten wurde, schrieb er sich für dieses Fach ein.

### Studium, Italienreise und erste Jahre als Maler in München
Im Herbst 1866 wechselte Steinhausen an die Kunstakademie nach Karlsruhe. Dort wurde er u. a. Schüler von Ludwig Descoudres und Hans Canon. Dort in Karlsruhe lernte er Hans Thoma kennen und befreundete sich mit ihm. Exerzitien im ehemaligen Zisterzienserkloster Maulbronn 1868 bestärken Steinhausen in seinem künstlerischen Schwerpunkt des religiösen Genres.

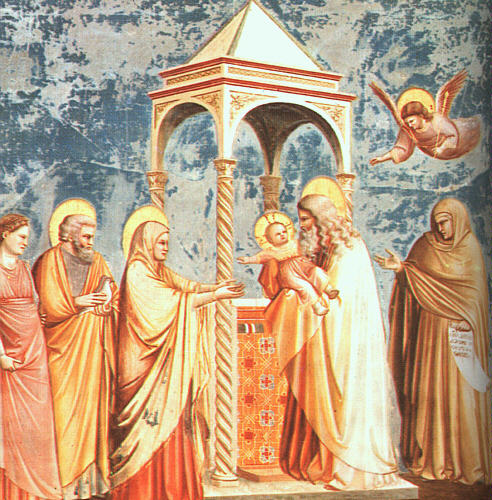
Giottos Die Darstellung Jesu im Tempel. Steinhausen hat sich in der Figur des Simeon, der Jesus in die Arme nimmt, gesehen und so in der Frankfurter Lukaskirche gemalt. Steinhausens Geburtstag ist der Vorabend des Simeontages.

Nach dem Tod der Mutter kehrt Steinhausen 1870 nach Berlin zurück. Es entstand hier u. a. der Entwurf für ein Glasfenster der Geberschen Villa. Steinhausen lernte Ludwig Richter kennen und arbeitete kurze Zeit mit ihm in Loschwitz. Das „Michael-Beer-Stipendium für Historienmalerei“, das ihm 1871 verliehen wurde, ermöglichte ihm einen längeren Studienaufenthalt in Italien. Dort wird er auch von den Fresken Giottos beeinflusst. Nach seiner Rückkehr ließ sich Steinhausen im Februar 1873 als freischaffender Künstler in München nieder.
Dort entstanden u. a. die Illustrationen für die Chronica eines fahrenden Schülers von Clemens Brentano sowie, inspiriert durch den Beruf seines Vaters, eine eigene Augenerkrankung und die konservativ-religiöse familiäre Umgebung, das Bild Die Heilung des Blindgeborenen. Durch vernichtende Kritiken und dem daraus sich ergebenden Ausbleiben von Aufträgen verließ Steinhausen München und wohnte nun abwechselnd bei seinen Brüdern Heinrich Steinhausen (Lindow) und Friedrich Steinhausen (Berlin). Ab 1875 versuchte Steinhausen auch in Berlin vergeblich Aufträge zu gewinnen. Seine Beteiligungen an verschiedenen Ausstellungen wurden von der offiziellen Kunstkritik nicht beachtet.

### Die Frankfurter Zeit
1876 lernte Steinhausen den Maler Friedrich Geselschap kennen, der ihn mit dem Frankfurter Architekten Simon Ravenstein bekannt machte. Im November desselben Jahres ging Steinhausen nach Frankfurt. Er lernte dort durch Thoma Peter Burnitz kennen. Teilweise in Zusammenarbeit aber auch allein entstanden in den folgenden Jahren die Innenausstattungen vieler Villen.
1880 heiratet Steinhausen Ida Wöhler aus Berlin. Mit ihr hatte Steinhausen sechs Kinder, u. a. Marie Paquet-Steinhausen. Sechs Jahre später bezog die Familie eine eigene Villa, das jetzige Steinhausen-Haus. Dieses Domizil war ein Teil einer Künstlersiedlung, die der Architekt Ravenstein entwarf und baute. Dort war er jahrelang der Nachbar seines Freundes Thoma.

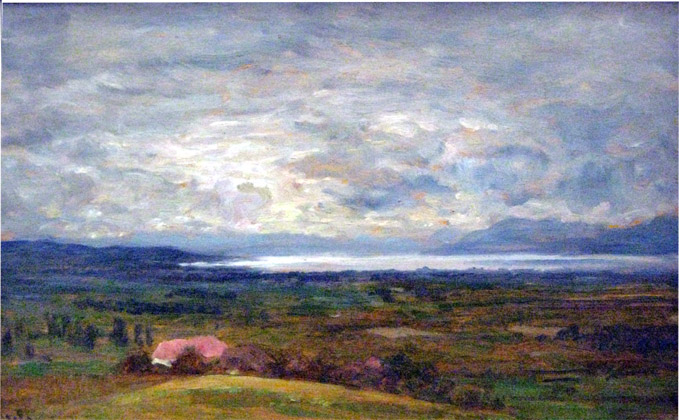
Landschaftsstudie, Tagebücher 1909, Städel/Frankfurt

Größere Aufträge führten Steinhausen nach Wernigerode (1890) und nach Wien (1897). Da seine z. T. monumentalen Wandgemälde in Privathäusern kaum jemand sah begann Steinhausen ab 1900 zahlreiche kirchliche Gesangs- und Gebetbücher zu illustrieren. Nach eigenem Bekunden wollte er „… gute Bilder ins Volk … bringen“. Diese Auftragsarbeiten trugen entschieden zur Stärkung der christlichen Volkskunst bei. Mit der Zeit blieben dann auch öffentliche Aufträge nicht mehr aus: z. B. die Ausgestaltung der Aula des Kaiser-Friedrichs-Gymnasiums (heute: Heinrich-von-Gagern-Gymnasium), Frankfurt am Main (1905), die Wandbilder der Hospitalkirche in Stuttgart (1905) und die monumentale Innenraum-Ausmalung (20 Ölbilder und ein Deckenfresko) der Lukaskirche in Frankfurt-Sachsenhausen (1913/18), gestiftet von Rose Livingston.

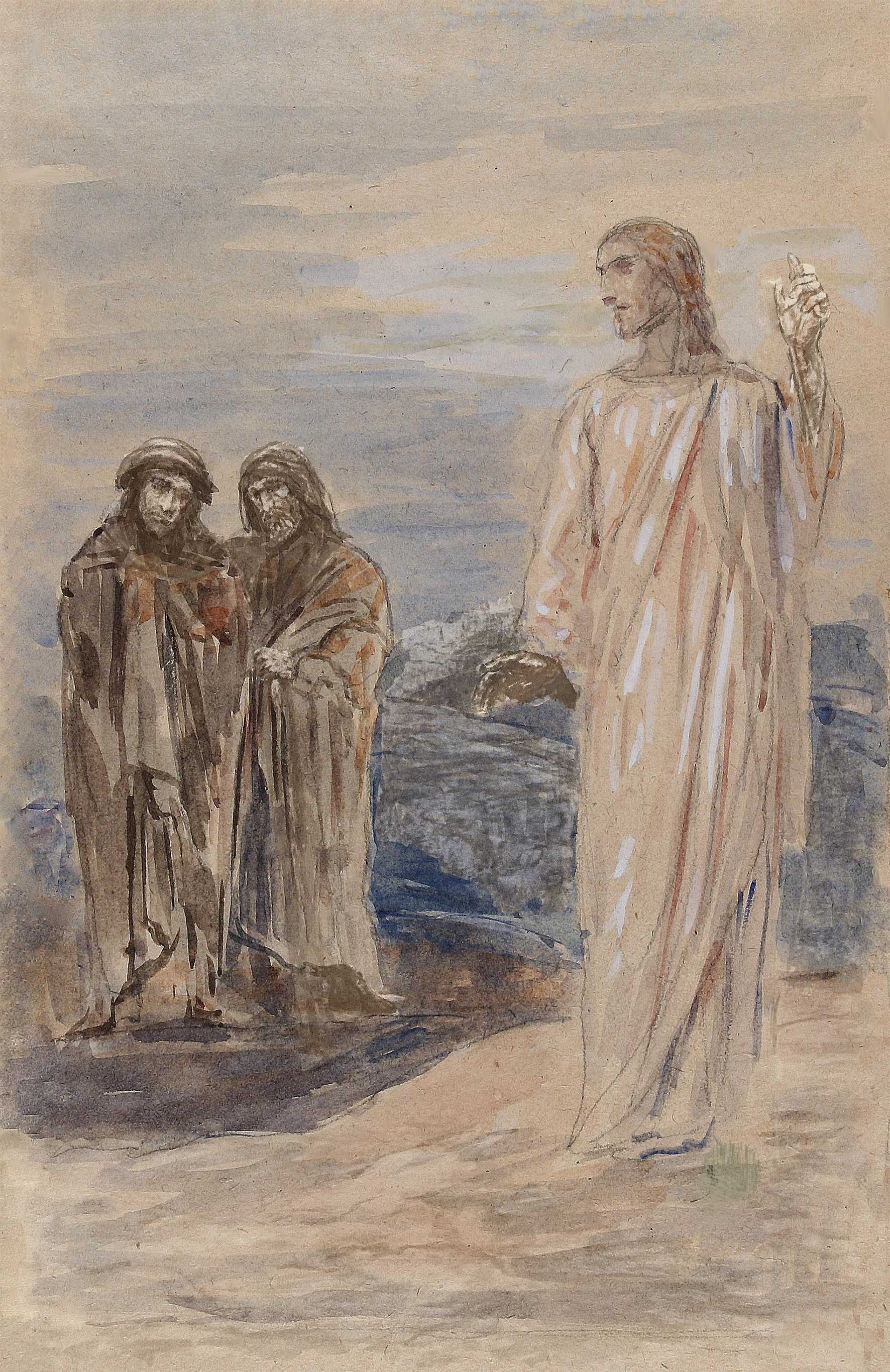
Rekonstruktion eines der 1944 verbrannten Monumentalwandbilder in der Lukaskirche zu Frankfurt am Main: Die Jünger auf dem Weg nach Emmaus, denen der Herr nahe ist, nach Ostern 1914.

Steinhausen war Mitglied in einer der ältesten deutschen Künstlervereinigungen, der Frankfurter Künstlergesellschaft, die auch etliche seiner Werke ausstellte.

### Burg Schöneck
1910 erwarb Steinhausen das Schloss Schöneck im Hunsrück, das zum Sommersitz des Künstlers wurde. Allerdings konnte Steinhausen diesen Ort ab 1913 nicht wie erhofft mit seiner Ehefrau gemeinsam nutzen. Sie erkrankte zunehmend und lange. Er selbst erlitt Im Frühjahr 1919 einen Schlaganfall, 1920 einen weiteren und wurde zum Pflegefall, womit sein künstlerisches Schaffen beendet wurde. Zwei seiner Töchter sorgten auf Burg Schöneck für eine kontinuierliche Pflege.
Am 19. November 1923 starb Ida Steinhausen, am 5. Januar 1924 Wilhelm Steinhausen.

## Leistungen
Steinhausens künstlerisches Lebenswerk umfasst nicht nur die privaten Monumental-Bilder und die Ausstattungen von Kirchen, Villen und Geschäftshäusern; er hat auch eine unüberschaubare Menge von Porträts und Landschaftsbildern geschaffen und war zudem bildhauerisch tätig. Unter dem Pseudonym Malerulus fertigte Steinhausen mehrfach Illustrationen für Bücher. Da seine Werke in religiös gesinnten Kreisen weit verbreitet waren (Schlatter-Bibel, Gesangbuch-Illustrationen, Konfirmations-Urkunden, Kunstdrucke), hat er die volkstümliche Rezeption religiöser Motive beeinflusst.
Mit Hans Thoma wurde Steinhausen auch mit der Kronberger Malerkolonie bekannt. Da er in seinen Landschaften auch in einen christlich-religiösen Kontext stellte oder zumindest in einer Allegorie gerne über die einfache Darstellung weit hinausging, war er aber sicher nur am Rande mit dieser Künstlervereinigung verbunden.

## Ehrungen
- 1900: Verleihung des Professorentitels
- 1906: Ehrendoktorwürde Dr. theol. h. c. durch die Universität Halle (Saale)
- 1916 Februar 2: Verleihung des Großkomturkreuzes II. Klasse des hessischen Ordens Stern von Brabant, aus Anlass seines 70. Geburtstages

## Werke (Auswahl)
Werkverzeichnis bei Bückling: Wilhelm Steinhausen, S. 396–460 sowie Abb. im Bildanhang. Ergänzend zu den im Artikel erwähnten Werken:
- An der Havel, 1864
- Bleib bei uns, denn es will Abend werden, 1874, ältestes Hauptwerk, zu Lukas 24,29 EU
- Die Heilung des Blindgeborenen, 1875, Lithografie
- Porträt Hans Thoma
- Kreuziggung Christi
- Geburt unseres Herrn
- Madonna unter Tannen, 1890
- Wandbild im Huberhaus in Wernigerode, 1890[6]
- Landschaft bei Wien mit aufziehenden Wolken, um 1896
- Die sieben leiblichen Werke der Barmherzigkeit Fresken im Faniteum/Ober St. Veit, um 1897
- Selbstporträt, 1910
- Die Jünger auf dem Weg nach Emmaus, denen der Herr nahe ist, 1914, letztes Hauptwerk vor dem Ersten Weltkrieg

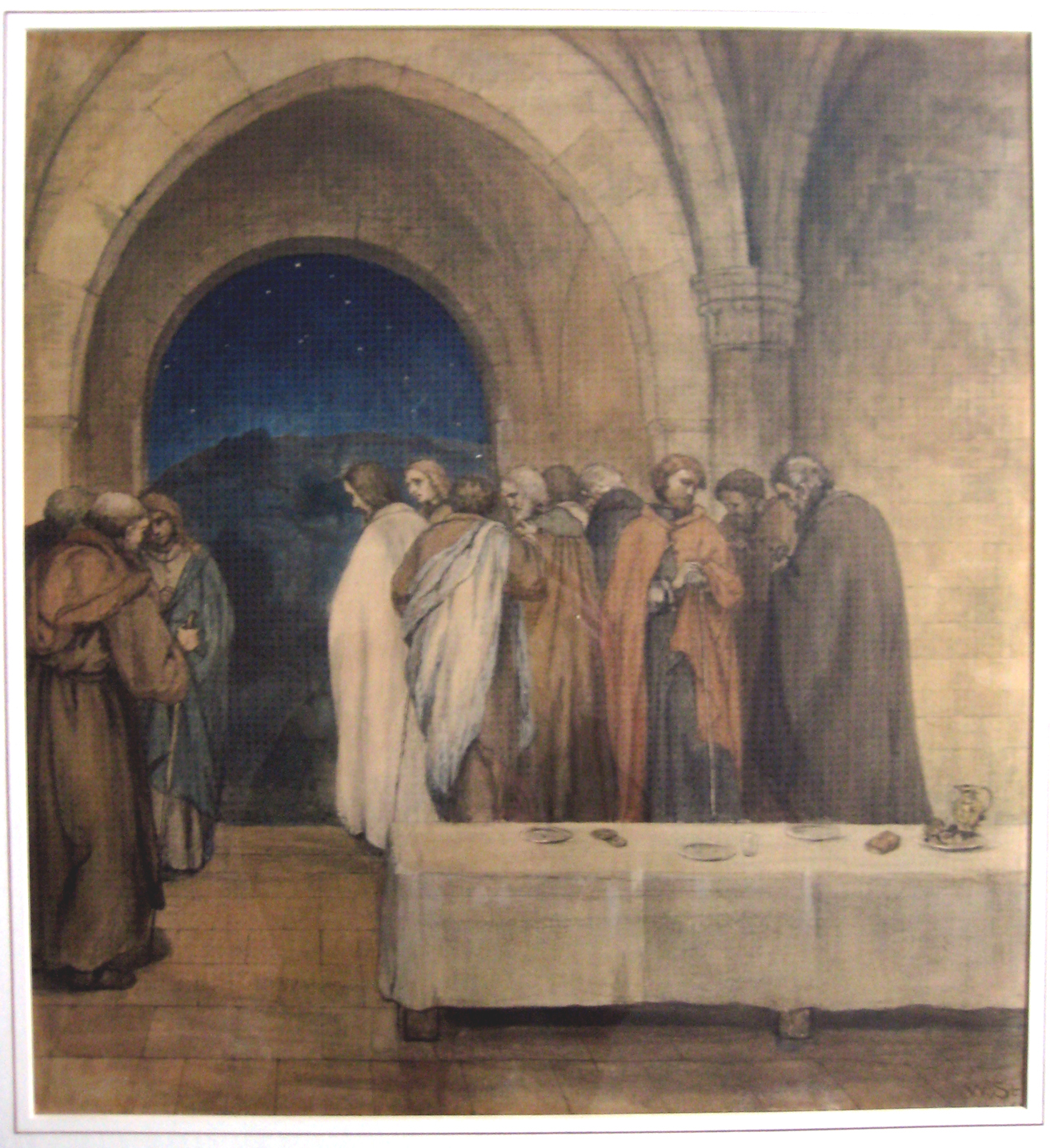
Aufbruch vom Abendmahl, 1874
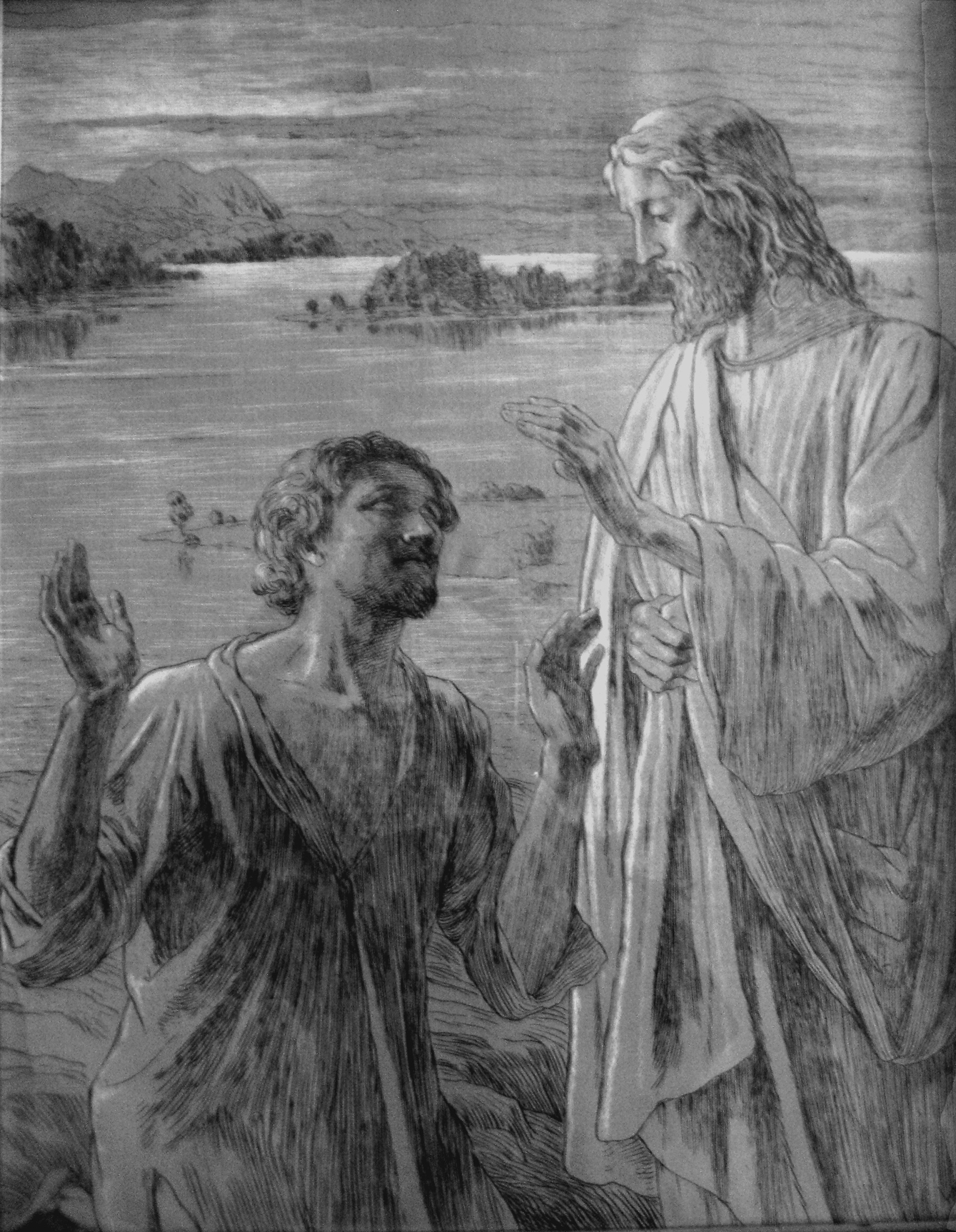
Die Heilung des Blindgeborenen, 1915, Wiederaufnahme des Motivs aus 1873/75
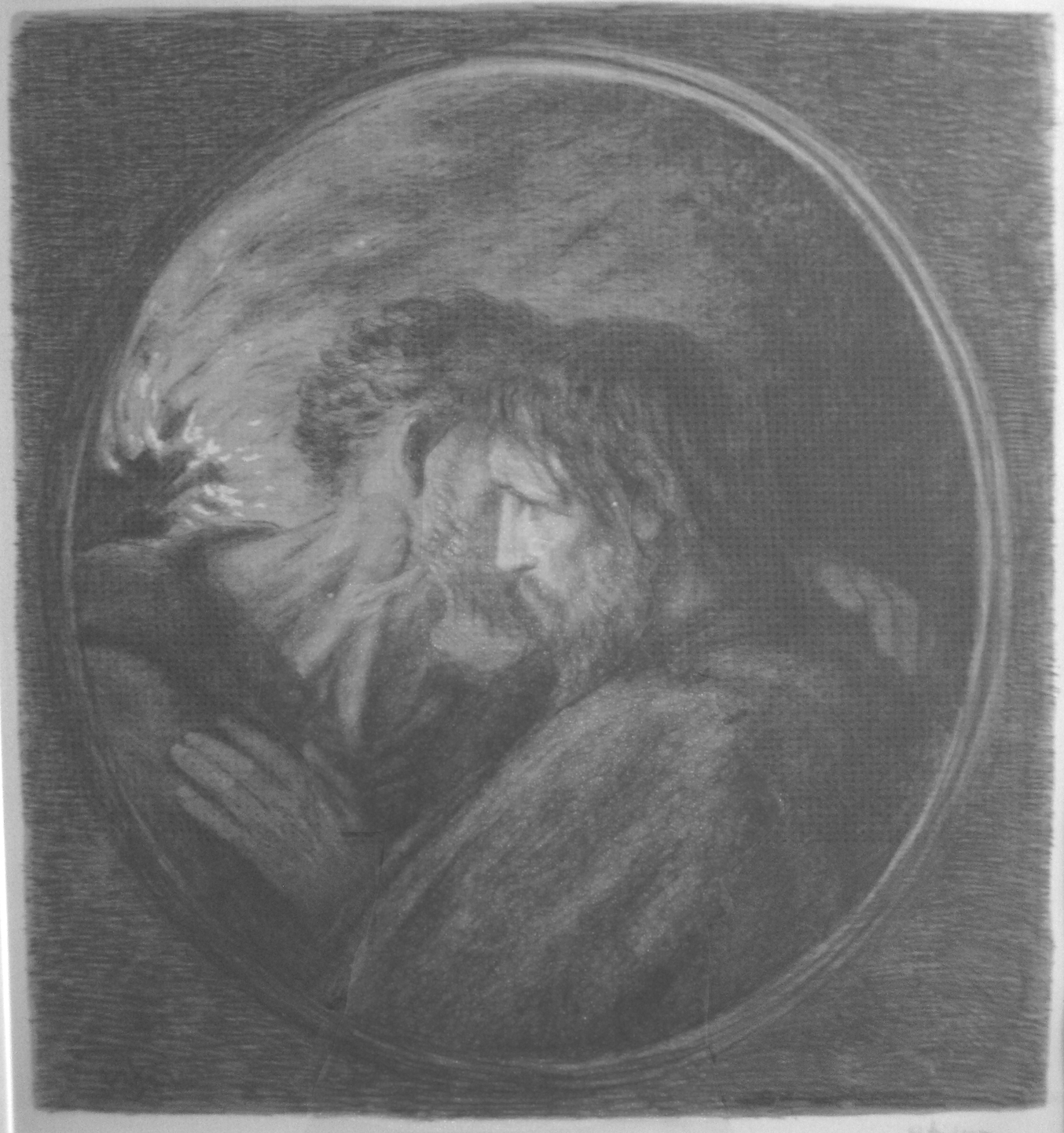
Der Judaskuss
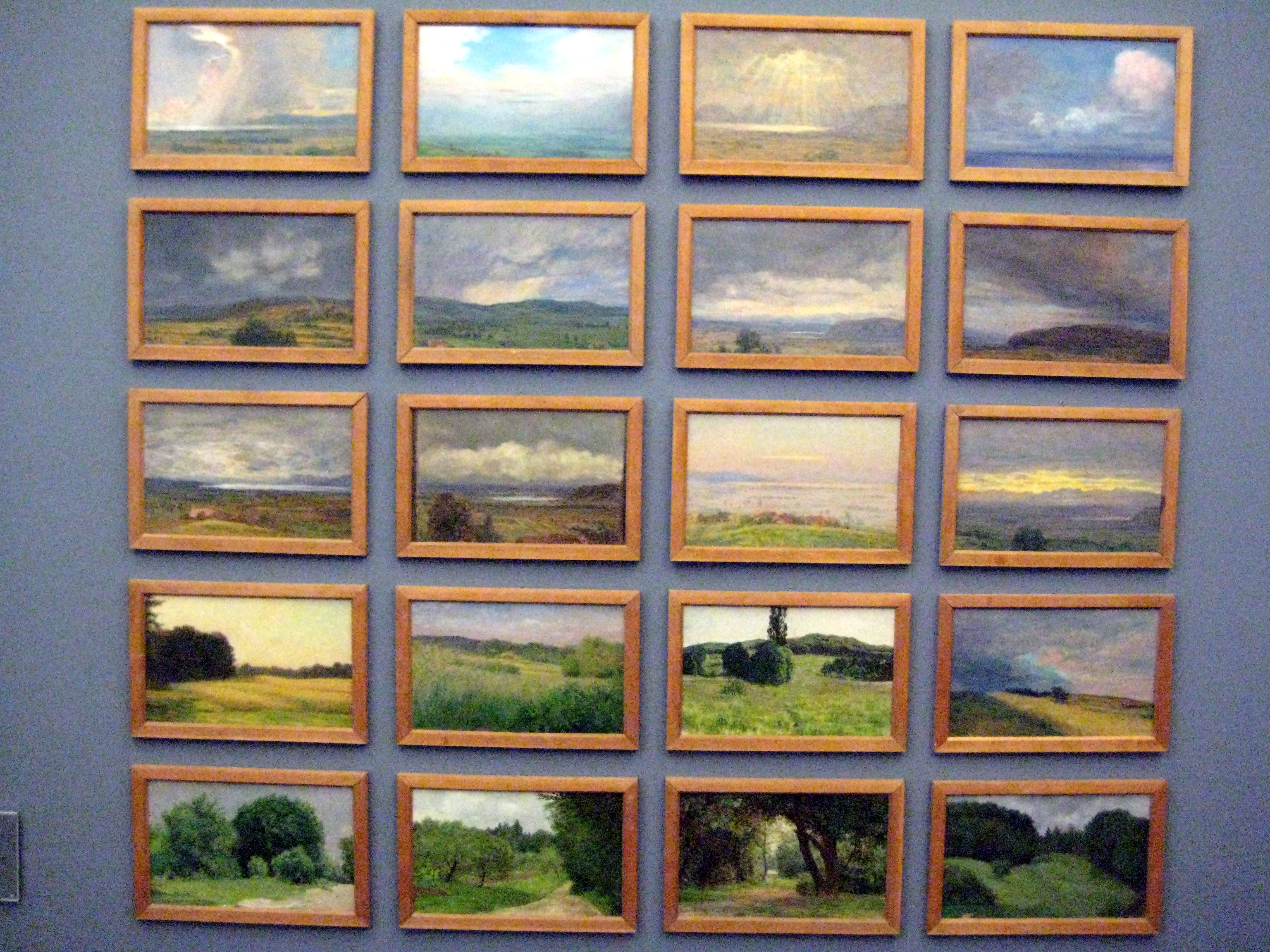
Landschaftsstudien, Tagebuchblätter 1909, Städel/Frankfurt
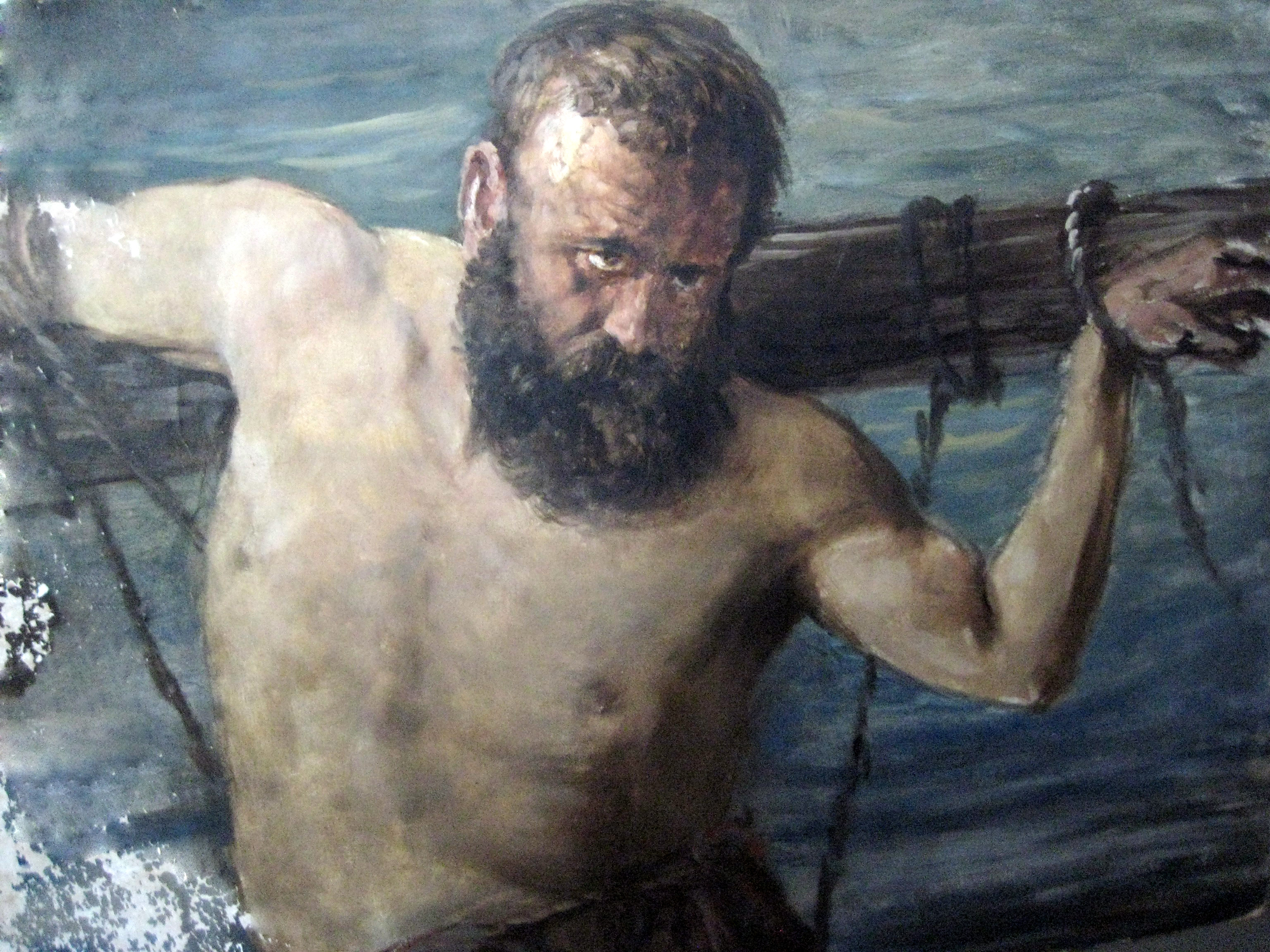
Der Böse Schächer, 1913, Ölstudie (Ausschnitt) zum Wandbild Lukaskirche (Frankfurt am Main)
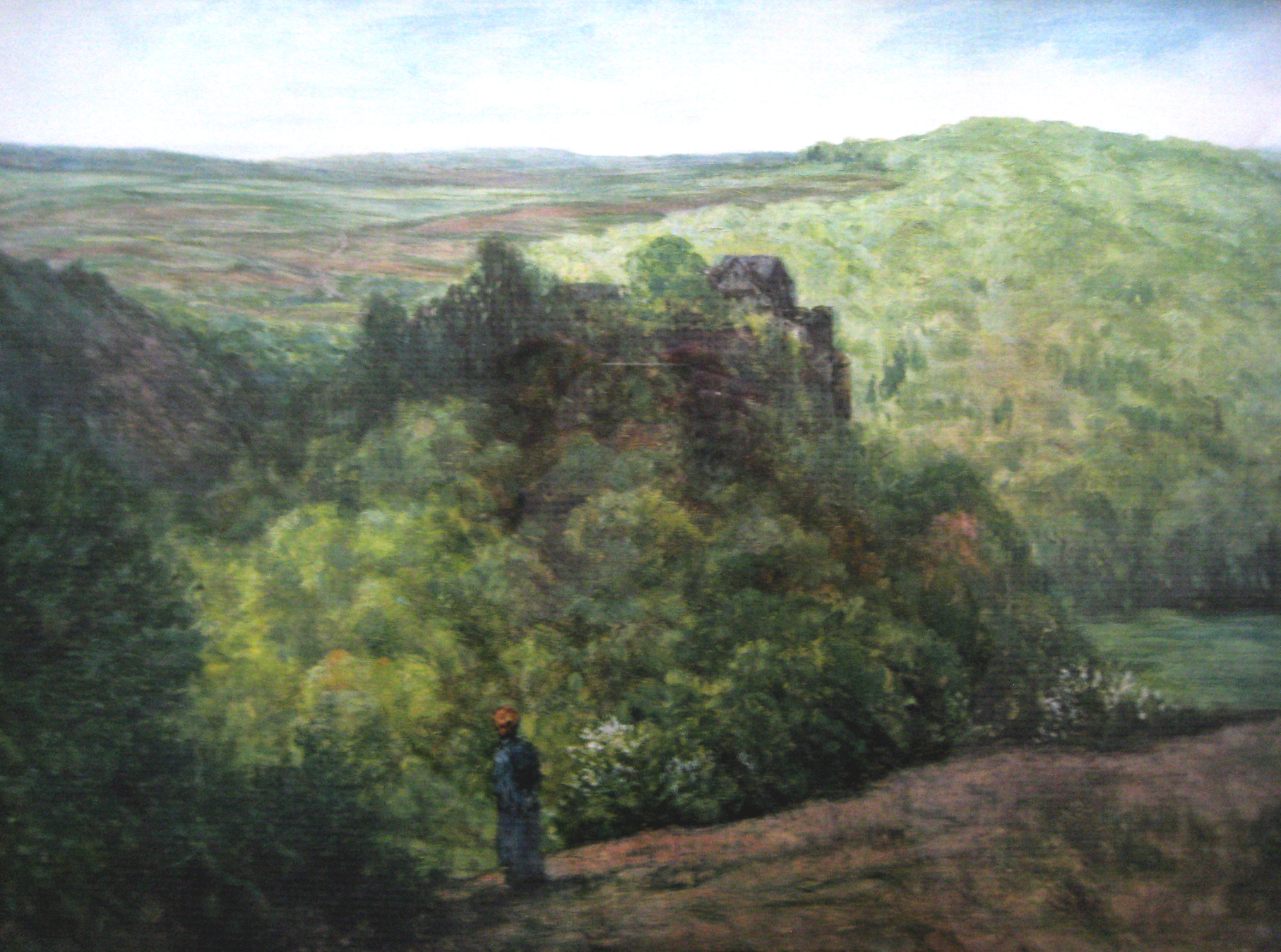
Schöneck im Mai, 1916
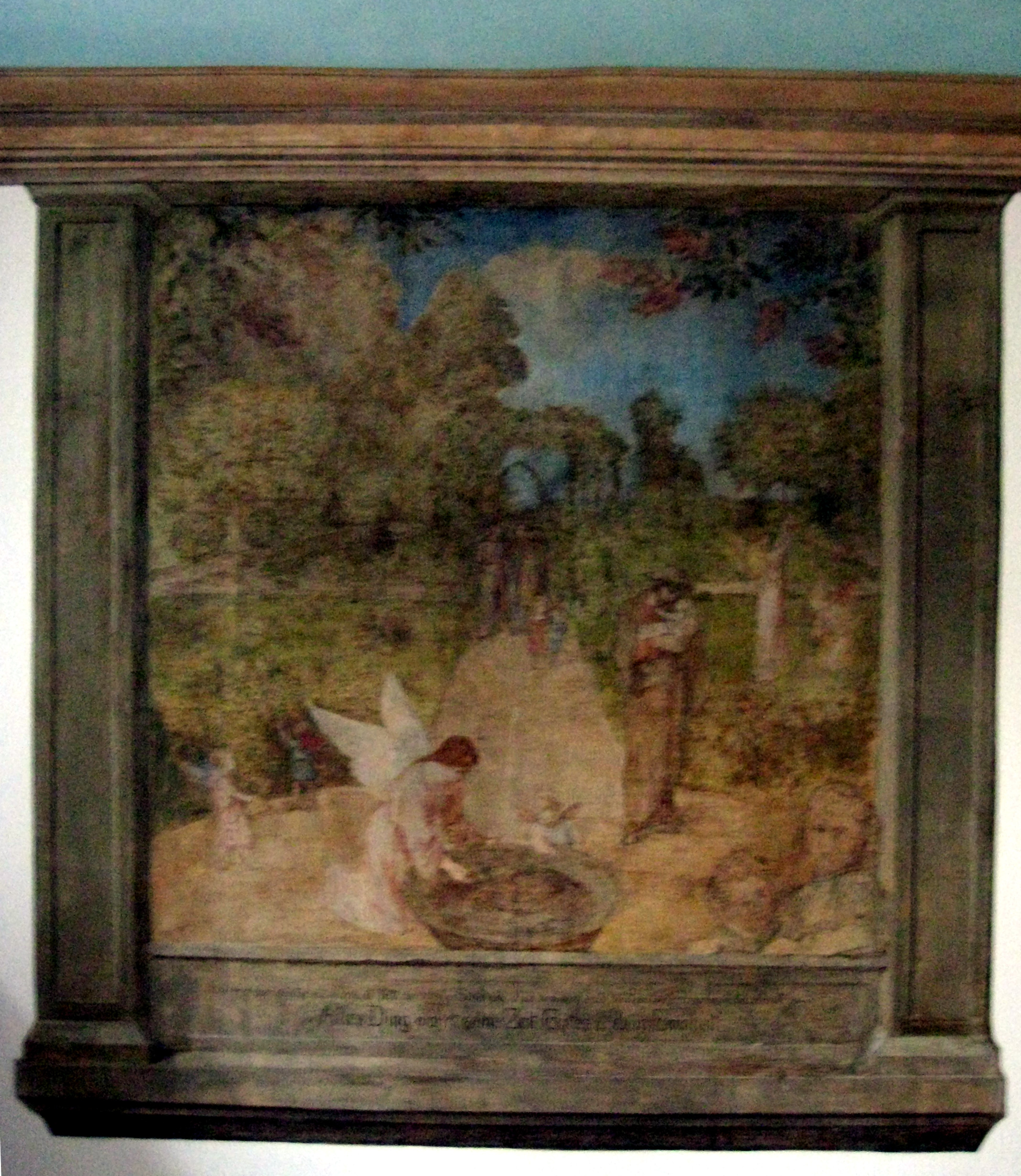
Kinderparadies, um 1885/90, Fresko
Entwurf für eine Decke einer Ravenstein-Villa